# 장조제프 에스페리외
장조제프 에스페리외(프랑스어: Jean-Joseph Espercieux, 1757년 7월 22일~1840년 7월 6일)는 프랑스의 조각가이다.

## 생애
목수의 아들로 태어난 그는 1776년 파리로 이주하여 조각가 샤를앙투안 브리당의 아틀리에에서 수학했으며, 장조제프 푸쿠, 피에르 쥘리앵, 필리프로랑 롤랑의 아틀리에에서도 비정기적으로 공부했다. 그에게 가장 큰 영향을 준 인물은 자크루이 다비드였던 것으로 추측되나, 프랑스 혁명 이전의 경력은 거의 알려져 있지 않다. 혁명 기간 동안 그는 공화주의 성향이 강했으며, 프랑스 예술공화협회의 회장 중 한 명으로서 고대 복식과 애국적 주제의 사용을 옹호하는 연설을 하는 등 적극적인 역할을 했다. 그는 1793년부터 파리 살롱에 정기적으로 작품을 출품했으며, 주로 초상 흉상을 선보였다.

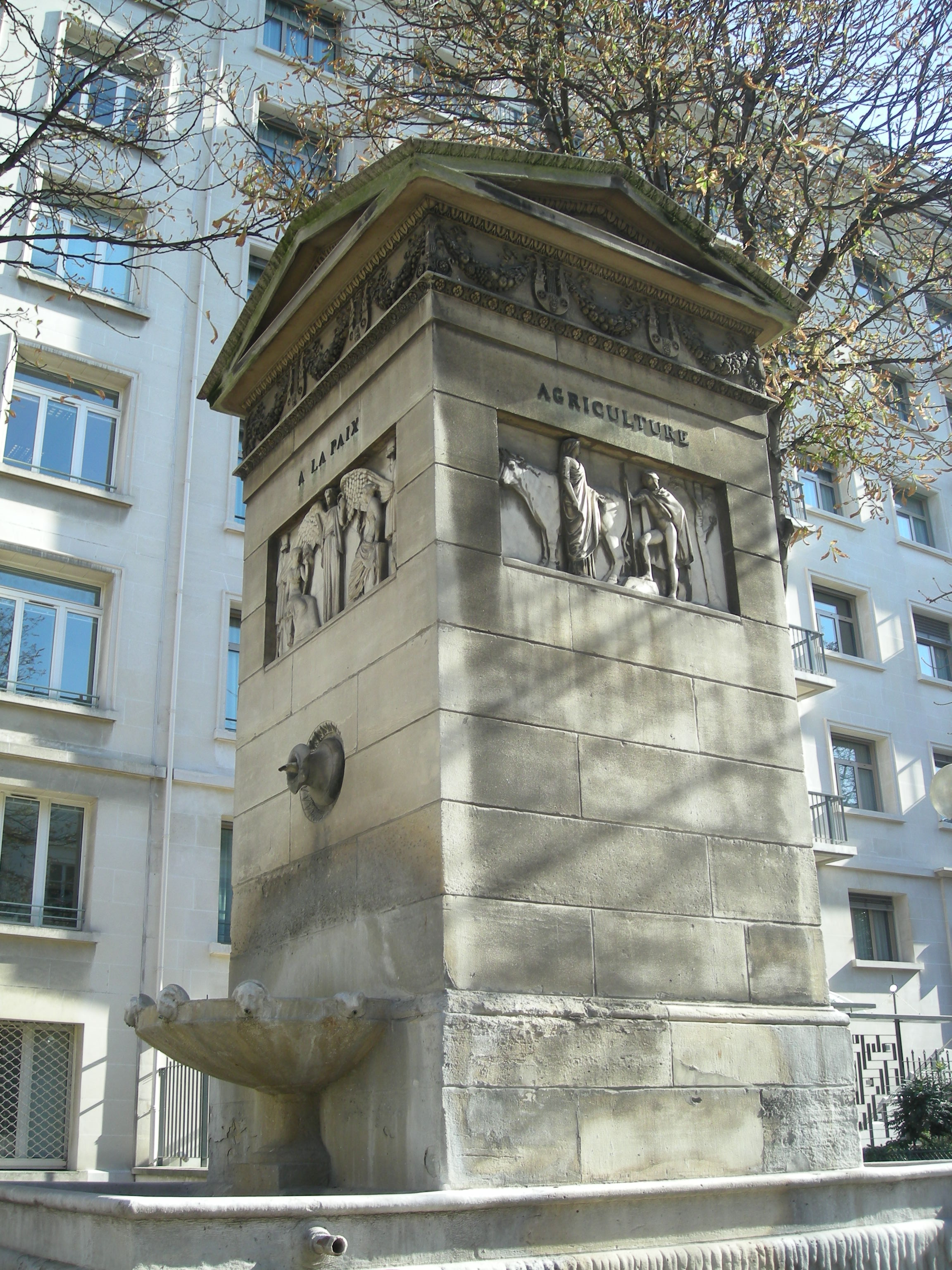
평화의 분수

그의 경력은 프랑스 통령정부 및 프랑스 제1제정 시기에 국가로부터 여러 의뢰를 받으며 절정을 맞았다. 대표작으로는 퐁텐블로궁에 있는 키케로의 석고 흉상(1803), 뤽상부르궁을 위한 미라보의 석고상(1804–5; 현 소재지 불명), 카루젤 개선문에 있는 《아우스터리츠 전투의 승리》라는 명칭의 대리석 부조(1810, 현존), 그리고 파리 생제르맹 시장의 평화의 분수(Fontaine de la Paix)를 위한 대리석 상징 부조들(1810; 현재는 보나파르트 거리 소재) 등이 있다.

## 작품

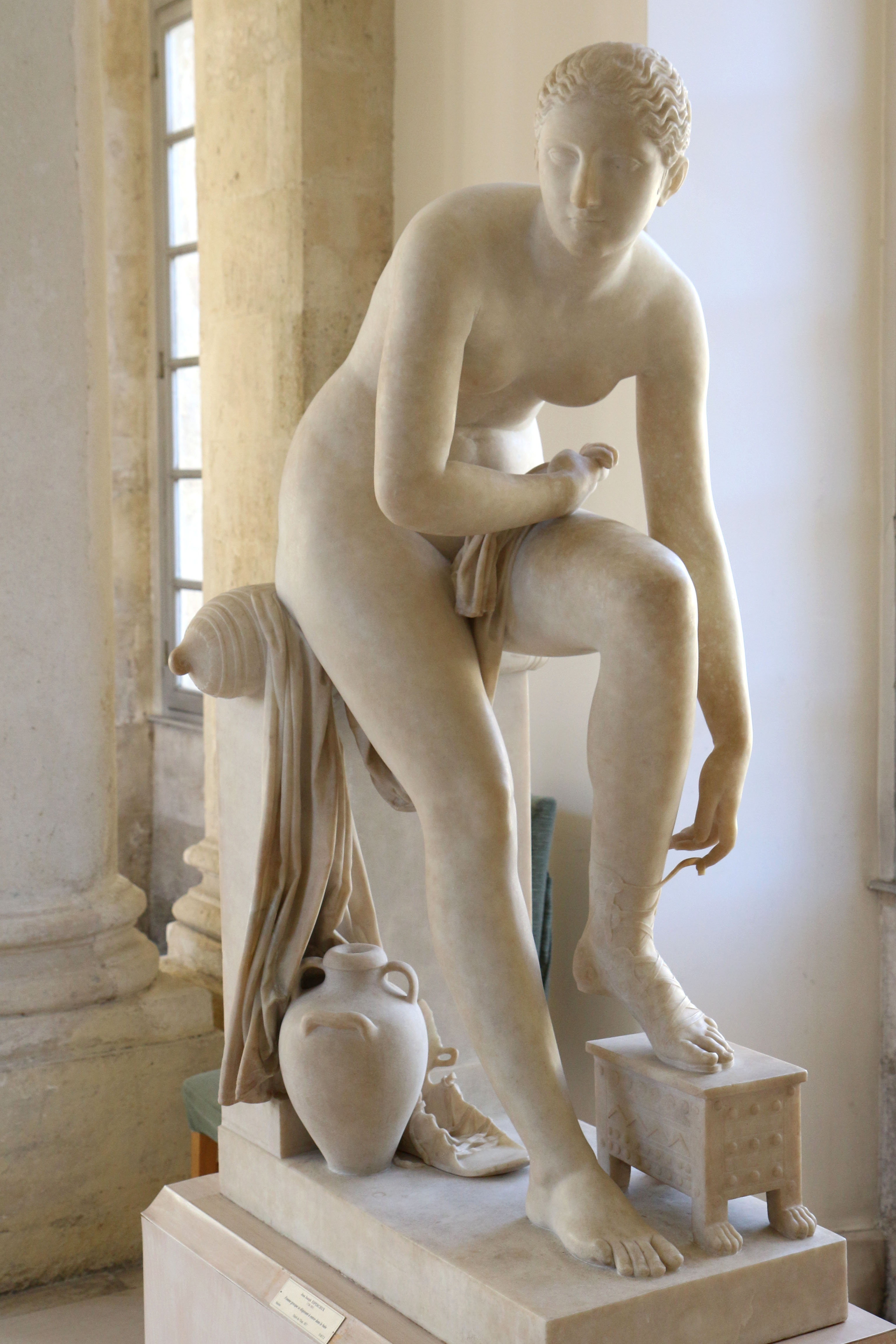
목욕을 준비하는 그리스 여성, 1806년
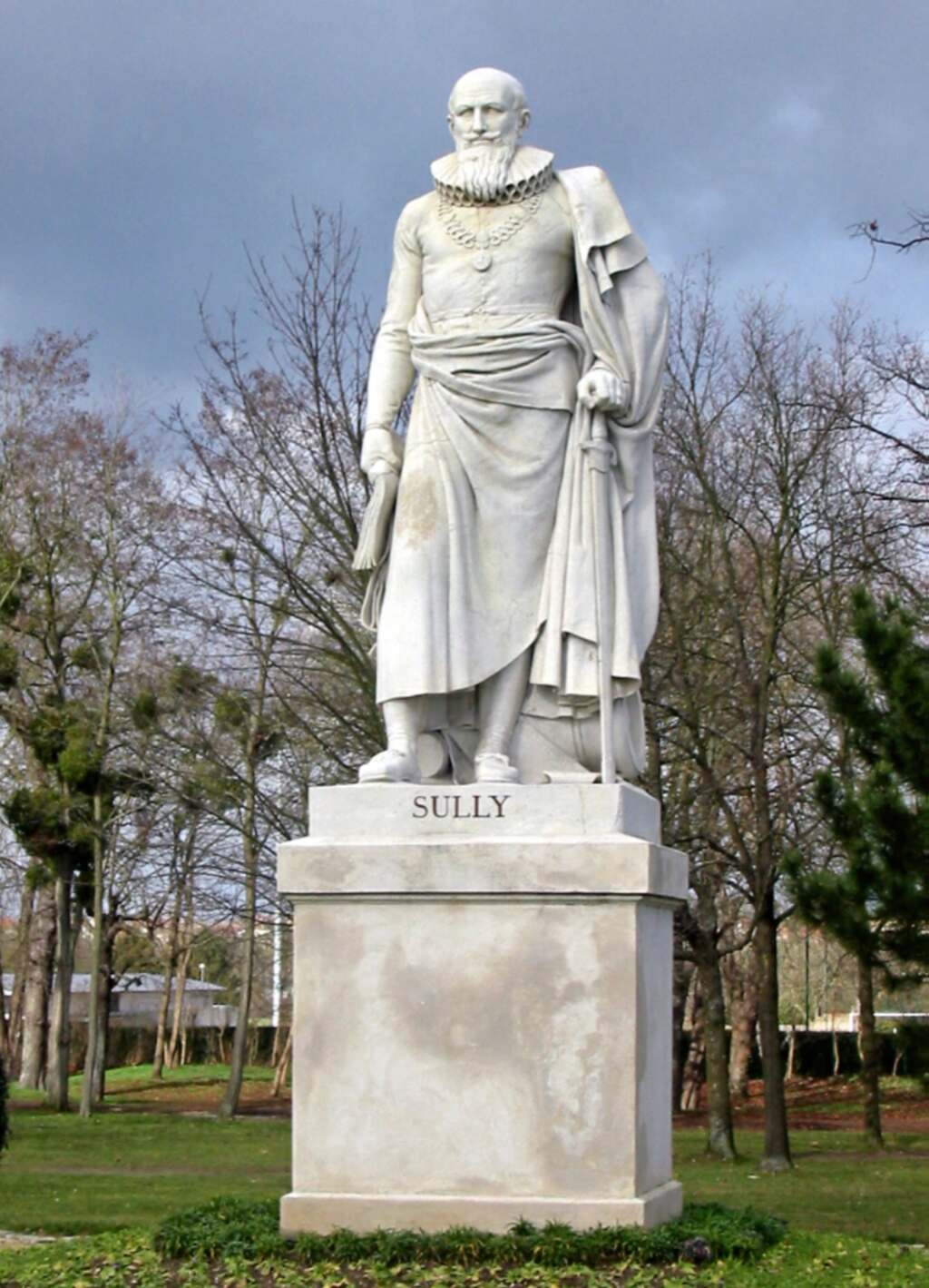
쉴리 공작 막시밀리앵 드 베튄 동상, 1828년, 원래는 콩코르드 다리에 세워졌었다.
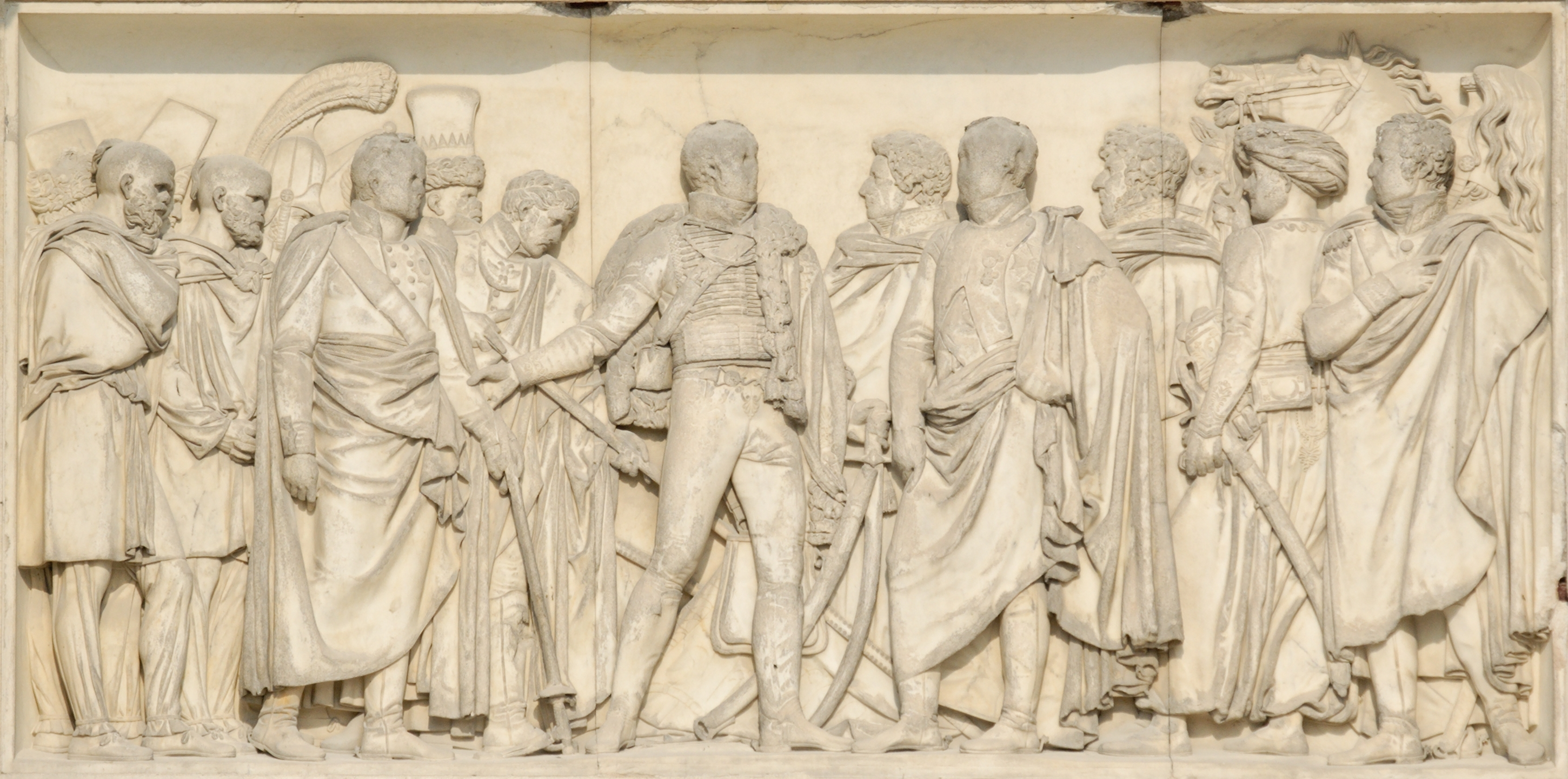
《아우스터리츠 전투의 승리》, 1810년, 카루젤 개선문